# زهير إيليا

زهير إيليا يسار الصورة وعبد الواحد عزيز في الوسط وشاكر محمود سلمان إلى اليمين

زهير إيليا منصور هو رافع أثقال عراقي شارك منافسات رفع الأثقال لوزن 56كغم رجال في دورة الألعاب الأولمبية الصيفية عام 1960 في روما في إيطاليا.
كما شارك في دورة الألعاب الأولمبية الصيفية عام 1964 ودورة الألعاب الأولمبية الصيفية عام 1968.